# FK Zenit Sankt Peterburg
FC Zenit Sankt Peterburg (ruski: ФК "Зенит" Санкт-Петербург) je ruski nogometni klub iz Petrograda koji se natječe u Ruskoj Premijer ligi. Osnovan je 1925. godine (prema nekim ruskim izvorima 1914. godine). Jedini je ruski prvoligaš iz nekadašnje ruske prijestolnice Sankt Peterburga. Svoje domaće utakmice igra na stadionu Petrovski. Uz CSKA, drugi je ruski klub koji je osvojio Kup UEFA i jedini ruski klub koji se okrunio trofejom europskog Superkupa.
Na Uefinoj ljestvici rejtinga europskih klubova Zenit se nalazi na 17. mjestu.

## Povijest kluba
Izvorni Zenit proizlazi iz nekoliko klubova koji su mijenjali ime i vlasnika tijekom sovjetske ere nakon revolucije 1917. godine. Najstariji prethodnik peterburškog Zenita jest klub „Murzinka“ koji je osnovan 1914. godine te je svoje utakmice igrao na Obukhovsky stadionu te od 1914. – 1924. godine kada klub zbog političkih prilika mijenja ime u „Boljševik“. 
Godine 1925. osnovan je još jedan prethodnik Zenita,a osnovali su ga radnici Lenjingradske metalurške industrije, klub su mnogi zvali „Staljinisti“ 1930.-ih godina. Boljševik mijenja ime 1936. godine u FK Zenit, a oba kluba se spajaju 1939. godine u FK Zenit Leningrad.
Zenit u ratnim godinama uspjeva osvojiti kup SSSR-a 1944. godine pobjedom nad moskovskim CSKA, čime osvaja svoj prvi naslov u Sovjetskom savezu. Nakon toga slijedi niz sušnih godina. Zenit čak 1967. godine ispada iz lige, međutim vlasti u Moskvi odlučuju da klub ostane u ligi kako bi se proslavila 50-ta godišnjica Oktobarske revolucije. Sljedeći uspjesi Zenita dolaze 1980.-ih godina kada Zenit nakon nekoliko vrlo dobrih sezona napokon ostvaruje i najveći uspjeh u dotadašnoj povijesti kluba i postaje i prvak SSSR-a 1984. godine te iste godine osvaja i sovjetski superkup.
Nakon raspada SSSR-a klub mijenja ime sukladno novom imenu grada: Zenit Sankt Peterburg, klub dolazi u gradsko vlasništvo, ali ispada u drugu ligu 1992. godine i nekoliko teških godina igra u drugom razredu ruskog nogometa, ali 1996. godine se vraća u prvi razred ruskog nogometa te 1999. godine osvaja ruski Kup, prvi post-sovjetski trofej. Vrlo dobrih nekoliko sezona i rad s mladim igračima donose rezultate 2003. godine kada Zenit završava na drugom mjestu ruske lige i iste sezone osvaja ruski Liga Kup.
Godine 2005. klub doživljava pozitivne promjene te u klub kao većinski dioničar ulazi ruski plinski gigant Gazprom te ulaže milijune u igrače, klub i na posljetku novi stadion koji će najvjerojatnije nositi ime Gazprom Arena, a nalazit će se na mjestu starog stadiona Kirov nekadašnjeg Zenitovog doma.
Klub ostvaruje uspjehe i na europskoj sceni te 2006. godine u osmini finala Kupa UEFA izbacio je francuski Marseille.

## Advocaatova era i europski uspjesi
U srpnju 2006. godine na mjesto trenera peterburškog Zenita dolazi iskusni nizozemski stručnjak Dick Advocaat s najbližim suradnicima. Momčad se uz zadržavanje mladih, perspektivnih igrača pojačala i ukrajinskim igračem godine Anatolijem Tymoščukom za dotada rekordan transfer od 15 milijuna eura. Rezultati su se pokazali već 2007. godine kada u napetoj završnici ruskog prvenstva Zenit postaje prvak gostujućom pobjedom od 1:0 nad momčadi Saturna. Naslov prvaka čekao se pune 23 godine i ujedno je prvi naslov kluba u Ruskoj Premijer Ligi. Osvajanjem prvaka po prvi puta u povijesti plasira i u Ligu prvaka. Momčad iste sezone (2007./08.) nastupa i u grupnoj fazi Kupa UEFA.
U ožujku 2008. godine momčad Zenita osvaja i drugi trofej zaredom, ruski superkup, pobjedom nad Lokomotivom iz Moskve. 

### Osvajanje Kupa UEFA i europskog Superkupa
Momčad nastupa u Kupu UEFA u sezoni 2007./08., grupnoj fazi i zahvaljujući pobjedi engleskog Evertona protiv nizozemskog AZ Alkmara u zadnjem kolu, prolazi u drugi krug natjecanja. U šesnaestini finala nakon dvije šokantne utakmice (1:0 ; 1:2) prolaze španjolski Villarreal te ih u osmini finala dočekuje francuski Olimpique Marseille koji ostvaruje značajnu prednost na domaćem terenu od 3:1, međutim u Sankt Peterburgu, Zenit sjajnom utakmicom i dvama pogocima Pavla Pogrebnjaka s 2:0 prolazi u čevrtfinale. Momčad Dicka Advocaata gostuje u Leverkusenu kod Bayera gdje njemačkoj momčadi nanosi težak poraz od 4:1 te porazom 0:1 kod kuće u Rusiji, Zenit prolazi u polufinale Kupa UEFA. U polufinalu opet momčad Zenita putuje u Njemačku točnije München kod prvog favorita za osvajanje Kupa UEFA, Bayerna gdje rezultat u prvoj utakmici završava remijem 1:1. U Sankt Peterburgu, bez zasigurno najboljeg igrača Aršavina, Zenit nanosi jedan od najtežih poraza u Bayernovoj europskoj povijesti rezultatom 4:0 te ostvaruje najveći uspjeh u povijesti kluba plasman u finale Kupa UEFA u Manchesteru.
Zenit u finalu opravdava ulogu favorita te na krilima sjajnog Aršavina, Denisovim i Zyrjanovim golovima, rezultatom 2:0 pobjeđuje Glasgow Rangers i osvaja prvi europski naslov u klupskoj povijesti.  
Pavel Pogrebnjak iste sezone zajedno s Bayernovim napadačem, Talijanom Tonijem, dijeli prvo mjesto na ljestvici najboljih strijelaca Kupa UEFA s 10 pogodaka. Zanimljivost je da Pogrebnjak zbog žutih kartona nije nastupio u finalu.
Put do trofeja Kupa UEFA:

2. pretkolo:  Zlatne Moravce (2:0 ; 3:0),

3. pretkolo:  Standard (Liege) (3:0 ; 1:1),

1.  kolo Liga Uefa:  AZ Alkmaar  (1:1) 

2.  kolo Liga Uefa:  Larissa (3:2) 

3. kolo Liga Uefa:  Nürnberg (2:2) 

4. kolo Liga Uefa:  Everton (0:1)

Šesnaestina finala:  Villarreal (1:0; 1:2)

Osmina finala:' Olympique Marseille (1:3; 2:0)

Četvrtfinale: Bayer Leverkusen (4:1; 0:1)

Polufinale:  Bayern München (1:1, 4:0)

Finale: Glasgow Rangers (2:0)

- debelim slovima su utakmice kod kuće

Nakon osvajanja Kupa UEFA, uslijedio je još jedan povijesni uspjeh, a to je osvajanje europskog Superkupa u Monacu pobjedom nad osvajačem Lige prvaka, Manchester Unitedom rezultatom 2:1. Pobjedonosni pogodak za Zenit zabija Danny Alves, Portugalac za kojeg klub iz Petrograda plaća odštetu od rekordnih 30 milijuna eura moskovskom Dinamu.
Momčad netom nakon toga nastupa i u sezoni 2008./09. Lige prvaka te u tzv. „skupini smrti“ s Realom iz Madrida, Juventusom i Bate-om iz Borisova osvaja 3. mjesto u grupi koje vodi u Kup UEFA, u kojem nakon eliminacije Stuttgarta ispadaju od talijanskog Udinesea. 
U ruskom prvenstvu zaredali su se slabi rezultati gdje je Zenit sezonu 2008. završio tek na 5. mjestu što je rezultiralo odlaskom nekih od najvećih zvijezda poput Aršavina, Pogrebnjaka i Tymoščuka u veće europske klubove. Također sljedeću sezonu Zenit nije krenuo sjajno u ruskom prvenstvu te je u ljeto 2009. godine. Dick Advocaat, nakon loših rezultata i nakon što ga je eliminirao portugalski Nacional u pretkolu Europske lige, daje ostavku na mjesto trenera i klub preuzima trener omladinskog pogona Davidov koji završava sezonu na 3. mjestu ruskog prvenstva i uspjeva se izboriti za mjesto u kvalifikacijama za sezonu 2010./11. Lige prvaka.
U 2010. godini momčad preuzima bivši trener AS Rome, talijanski stručnjak Luciano Spalletti.

## Stadion
Zenit igra na stadionu Sankt-Peterburg Arena u Peterburgu. Stadion prima između 67.800 navijača. 

## Rivali
Najveći rivali Zenita iz Peterburga su najveći moskovski klubovi: Spartak, CSKA, Lokomotiv i Dinamo. Na utakmicama ovih klubova često dolazi do velikih sukoba navijača u kojima intervenira i policija. Najveći je rival za navijače Zenita ipak Spartak Moskva i rivalstvo između ova dva kluba među najvećima je u Rusiji. Za svakog navijača Zenita utakmica sa Spartakom ima poseban značaj iz političkih, zemljopisnih i ostalih razloga.

## Navijači
Navijačke skupine povezane sa Zenitom su Nevsky Front, Jolly Nevsky Coalition, Crazy fans i ostali, ali najstarija i svakako najbrojnija grupa jest Nevsky Front koja se ističe po kreativnim koreografijama na tribinama i po najvatrenijem navijanju za klub.

## Zanimljivosti
Neki od navijača Zenita su i poznate osobe: boksač Nikolaj Valujev, predsjednik Rusije Dmitrij Medvjedev, astronaut Jurij Malenčenko, guvernerka Valentina Matvynenko i dr.
Jurij Malenčenko je ruski astronaut koji je nakon što je Zenit osvojio naslov ruskog prvaka 2007. godine obukao Tymoščukov dres s brojem 44 dok je bio u svemiru. Tako je Zenit postao prva momčad čiji se dres pojavio u svemiru.

## Klupski uspjesi

### Domaći uspjesi
Ruska Premijer liga:
- Prvak (5): 2007., 2010., 2011./12., 2014./15., 2018./19.

Kup Rusije:
- Prvak (3): 1998./99., 2009./10., 2015./16.

Ruski liga kup:
- Prvak (1): 2003.

Ruski superkup:
- Prvak (4): 2008., 2011., 2015., 2016.

Sovjetska prva liga:
- Prvak (1): 1984.

Sovjetski kup:
- Prvak (1): 1944.

Sovjetski superkup:
- Prvak (1): 1985.

### Europski uspjesi
Kup UEFA:
- Prvak (1): 2007./08. (finale)

UEFA superkup:
- Prvak (1): 2008.

## Vanjske poveznice
- Službena stranica (rus.) (engl.)